# Ronde van Polen 2008 (mannen)
De 65e editie van de Ronde van Polen (Pools: Wyścig Dookoła Polski 2008) werd gehouden van 14 tot en met 20 september 2008. Titelverdediger was de Belg Johan Vansummeren.
De Tour de Pologne startte, net zoals in het voorafgaande jaar, met een korte ploegentijdrit in de hoofdstad Warschau. Deze editie van de Ronde van Polen bevatte drie extreem lange ritten van meer dan 230 kilometer waarvan er overigens maar twee werden gereden (de vierde etappe werd afgelast). De Poolse karavaan trok via het noordoosten en dan naar het zuiden, de enige plek waar in Polen bergen zijn. De laatste etappe eindigde in tegenstelling tot de vorige edities niet in Karpacz maar in Krakau.

## Startlijst
Er stonden 144 renners aan de start, verdeeld over 19 ploegen. Titelverdediger Johan Vansummeren droeg rugnummer 1. Op Polska BGZ na deden er enkel ploegen uit de UCI ProTour mee.

### Silence-Lotto
| # | renner                | opgaves               |
| - | --------------------- | --------------------- |
| 1 | Johan Vansummeren     | Etappe 6 Niet gestart |
| 2 | Mario Aerts           | Etappe 4 Niet gestart |
| 3 | Dario Cioni           | Etappe 6 Niet gestart |
| 4 | Cadel Evans           |                       |
| 5 | Francis De Greef      |                       |
| 6 | Jürgen Roelandts      |                       |
| 7 | Jurgen Van den Broeck | Etappe 2 Niet gestart |
| 8 | Wim Van Huffel        | Etappe 7 Opgave       |

### Astana
| #  | renner         | opgaves               |
| -- | -------------- | --------------------- |
| 11 | Thomas Frei    |                       |
| 12 | Chris Horner   |                       |
| 13 | Roman Kirejev  |                       |
| 14 | Andrey Mizurov | Etappe 1 Niet gestart |
| 15 | Daniel Navarro |                       |
| 16 | Grégory Rast   |                       |
| 17 | Michael Schär  |                       |
| 18 | Andrej Zejts   |                       |

### Caisse d'Epargne
| #  | renner              | opgaves         |
| -- | ------------------- | --------------- |
| 21 | Anthony Charteau    |                 |
| 22 | José Iván Gutiérrez |                 |
| 23 | Pablo Lastras       |                 |
| 24 | Marlon Pérez        |                 |
| 25 | Vladimir Karpets    |                 |
| 26 | José Joaquín Rojas  |                 |
| 27 | Rigoberto Urán      | Etappe 6 Opgave |
| 28 | Luis León Sánchez   |                 |

### Team CSC Saxo Bank
| #  | renner            | opgaves               |
| -- | ----------------- | --------------------- |
| 31 | Andy Schleck      |                       |
| 32 | Fabian Cancellara | Etappe 7 Opgave       |
| 33 | Fränk Schleck     | Etappe 7 Opgave       |
| 34 | Gustav Larsson    | Etappe 5 Niet gestart |
| 35 | Jens Voigt        |                       |
| 36 | Kurt-Asle Arvesen | Etappe 7 Opgave       |
| 37 | Lars Bak          |                       |
| 38 | Marcus Ljungqvist |                       |

### Scott-American Beef
| #  | renner             | opgaves         |
| -- | ------------------ | --------------- |
| 41 | Raúl Alarcón       | Etappe 5 Opgave |
| 42 | Luciano Pagliarini |                 |
| 43 | Manuele Mori       |                 |
| 44 | David Cañada       |                 |
| 45 | Ermanno Capelli    |                 |
| 46 | Javier Megias      | Etappe 7 Opgave |
| 47 | Denis Flahaut      | Etappe 7 Opgave |
| 48 | Beñat Intxausti    |                 |

### Rabobank
| #  | renner          | opgaves               |
| -- | --------------- | --------------------- |
| 51 | Graeme Brown    |                       |
| 52 | Bram de Groot   | Etappe 7 Niet gestart |
| 53 | Koos Moerenhout | Etappe 6 Opgave       |
| 54 | Bauke Mollema   | Etappe 7 Niet gestart |
| 55 | Joost Posthuma  | Etappe 5 Niet gestart |
| 56 | Laurens ten Dam |                       |
| 57 | Paul Martens    |                       |
| 58 | Pieter Weening  |                       |

### Gerolsteiner
| #  | renner         | opgaves               |
| -- | -------------- | --------------------- |
| 61 | Robert Förster |                       |
| 62 |                |                       |
| 63 | Sven Krauss    |                       |
| 64 | Matthias Russ  |                       |
| 65 | Fabian Wegmann | Etappe 7 Niet gestart |
| 66 |                |                       |
| 67 | Peter Wrolich  |                       |
| 68 | Markus Zberg   | Etappe 6 Opgave       |

### La Française des Jeux
| #  | renner              | opgaves         |
| -- | ------------------- | --------------- |
| 71 | Tim Gudsell         |                 |
| 72 | Jawhen Hoetarovitsj |                 |
| 73 |                     |                 |
| 74 | Yohan Offredo       |                 |
| 75 | Tom Stubbe          | Etappe 4 Opgave |
| 76 | Jussi Veikkanen     | Etappe 4 Opgave |
| 77 |                     |                 |
| 78 |                     |                 |

### Euskaltel-Euskadi
| #  | renner           | opgaves         |
| -- | ---------------- | --------------- |
| 81 | Samuel Sánchez   | Etappe 6 Opgave |
| 82 | Josu Agirre      |                 |
| 83 |                  |                 |
| 84 | Javier Aramendia |                 |
| 85 | Aitor Hernández  | Etappe 7 Opgave |
| 86 | Andoni Lafuente  |                 |
| 87 | Markel Irizar    |                 |
| 88 | Iñaki Isasi      |                 |

### Team Columbia
| #  | renner             | opgaves               |
| -- | ------------------ | --------------------- |
| 91 | Marcus Burghardt   | Etappe 7 Opgave       |
| 92 | Gerald Ciolek      | Etappe 7 Opgave       |
| 93 | Marcel Sieberg     |                       |
| 94 | Thomas Lövkvist    |                       |
| 95 | Tony Martin        | Etappe 7 Niet gestart |
| 96 | Morris Possoni     |                       |
| 97 | Bert Grabsch       | Etappe 7 Niet gestart |
| 98 | Kanstantin Siutsou |                       |

### Crédit Agricole
| #   | renner              | opgaves               |
| --- | ------------------- | --------------------- |
| 101 |                     |                       |
| 102 | Aleksandr Botsjarov |                       |
| 103 | Pietro Caucchioli   |                       |
| 104 | Angelo Furlan       |                       |
| 105 | Jonathan Hivert     |                       |
| 106 | Ignatas Konovalovas | Etappe 6 Niet gestart |
| 107 | Christophe Le Mével | Etappe 5 Opgave       |
| 108 | Rémi Pauriol        |                       |

### AG2R-La Mondiale
| #   | renner              | opgaves               |
| --- | ------------------- | --------------------- |
| 111 | Tadej Valjavec      |                       |
| 112 | Philip Deignan      | Etappe 7 Niet gestart |
| 113 | Tanel Kangert       |                       |
| 114 | Martin Elmiger      |                       |
| 115 | Alexandru Pliușchin | Etappe 6 Opgave       |
| 116 | René Mandri         | Etappe 6 Opgave       |
| 117 | Jean-Charles Sénac  |                       |
| 118 |                     |                       |

### Liquigas
| #   | renner                 | opgaves |
| --- | ---------------------- | ------- |
| 121 | Maciej Bodnar          |         |
| 122 | Kjell Carlström        |         |
| 123 | Alberto Curtolo        |         |
| 124 | Mauro Da Dalto         |         |
| 125 | Murilo Fischer         |         |
| 126 | Aljaksandr Koetsjynski |         |
| 127 | Vladimir Miholjević    |         |
| 128 | Franco Pellizotti      |         |

### Bouygues Télécom
| #   | renner              | opgaves         |
| --- | ------------------- | --------------- |
| 131 | Julien Belgy        |                 |
| 132 | Giovanni Bernaudeau |                 |
| 133 | Mathieu Claude      |                 |
| 134 | Damien Gaudin       | Etappe 7 Opgave |
| 135 | Saïd Haddou         | Etappe 7 Opgave |
| 136 | Erki Pütsep         | Etappe 7 Opgave |
| 137 | Perrig Quéméneur    |                 |
| 138 | Jevgeni Sokolov     | Etappe 5 Opgave |

### QuickStep
| #   | renner             | opgaves         |
| --- | ------------------ | --------------- |
| 141 | Wilfried Cretskens |                 |
| 142 | Allan Davis        |                 |
| 143 | Steven de Jongh    |                 |
| 144 | Stijn Devolder     |                 |
| 145 | Alexandre Efimkin  |                 |
| 146 | Dmytro Hrabovsky   |                 |
| 147 | Leonardo Scarselli | Etappe 6 Opgave |
| 148 | Alessandro Proni   |                 |

### Cofidis, le Crédit par Téléphone
| #   | renner                | opgaves               |
| --- | --------------------- | --------------------- |
| 151 | Alexandre Blain       |                       |
| 152 | Jean Eudes Demaret    |                       |
| 153 | Hervé Duclos-Lassalle | Etappe 5 Opgave       |
| 154 | Frank Høj             |                       |
| 155 | Amaël Moinard         | Etappe 6 Niet gestart |
| 156 | Maxime Monfort        | Etappe 6 Opgave       |
| 157 | Damien Monier         | Etappe 7 Niet gestart |
| 158 | Steve Zampieri        | Etappe 5 Opgave       |

### Milram
| #   | renner           | opgaves               |
| --- | ---------------- | --------------------- |
| 161 | Luca Barla       | Etappe 7 Opgave       |
| 162 | Brett Lancaster  |                       |
| 163 | Dennis Haueisen  | Etappe 3 Niet gestart |
| 164 | Alberto Ongarato | Etappe 5 Niet gestart |
| 165 | Enrico Poitschke |                       |
| 166 | Elia Rigotto     | Etappe 4 Opgave       |
| 167 | Dominik Roels    |                       |
| 168 | Marco Velo       | Etappe 5 Niet gestart |

### Lampre
| #   | renner            | opgaves |
| --- | ----------------- | ------- |
| 171 | David Loosli      |         |
| 172 | Marco Bandiera    |         |
| 173 | Matteo Bono       |         |
| 174 | Francesco Gavazzi |         |
| 175 | Andrea Grendene   |         |
| 176 | Roberto Longo     |         |
| 177 | Mirco Lorenzetto  |         |
| 178 | Sylwester Szmyd   |         |

### Polska BGŻ
| #   | renner              | opgaves         |
| --- | ------------------- | --------------- |
| 121 | Łukasz Bodnar       |                 |
| 122 | Marcin Sapa         |                 |
| 123 | Dariusz Baranowski  |                 |
| 124 | Tomasz Kiendyś      |                 |
| 125 | Krzysztof Jeżowski  |                 |
| 126 | Marek Rutkiewicz    |                 |
| 127 | Bartłomiej Matysiak | Etappe 6 Opgave |
| 128 | Adam Wadecki        |                 |

## Etappe-overzicht
| etappe | datum        | start           | finish    | afstand   | winnaar          | klassementsleider  |
| ------ | ------------ | --------------- | --------- | --------- | ---------------- | ------------------ |
| 1e     | 14 september | Warschau        | Warschau  | 4 km (pt) | Team CSC         | Lars Bak           |
| 2e     | 15 september | Płock           | Olsztyn   | 231,2 km  | Allan Davis      | Murilo Fischer     |
| 3e     | 16 september | Mikołajki       | Białystok | 184,8 km  | Angelo Furlan    | Allan Davis        |
| 4e     | 17 september | Bielsk Podlaski | Lublin    | 243,6 km  | geannuleerd      | Allan Davis        |
| 5e     | 18 september | Nałęczów        | Rzeszów   | 239,7 km  | Jürgen Roelandts | José Joaquín Rojas |
| 6e     | 19 september | Krynica Zdrój   | Zakopane  | 201,7 km  | Jens Voigt       | Jens Voigt         |
| 7e     | 20 september | Rabka Zdrój     | Krakau    | 153,6 km  | Robert Förster   | Jens Voigt         |

### 1e etappe
De eerste etappe was een ploegentijdrit over 4 kilometer op 14 september 2008 in het centrum van Warschau. De ploeg die als eerste moest starten, was Milram. Liquigas startte als vijfde en zette meteen een scherpe tijd neer. Geen enkele ploeg wist onder hun tijd te komen, tot CSC. Met onder andere wereldkampioen tijdrijden Fabian Cancellara en Fränk en Andy Schleck reden zij drie tellen sneller dan de Italianen. Na CSC moest enkel nog Silence-Lotto, met titelverdediger en nummer 1 Johan Vansummeren en met Cadel Evans. Het hele team kwam echter ten val en ze eindigden op de laatste plaats.
| Warschau (4 km) |                    |      |
| Plaats          | Ploeg              | Tijd |
| 1               | Team CSC Saxo Bank |      |
| 2               | Liquigas           |      |
| 3               | Caisse d'Epargne   |      |

| Algemeen klassement |                   |                    |       |
| Plaats              | Naam              | Ploeg              | Tijd  |
| Gele trui           | Lars Bak          | Team CSC Saxo Bank | 4'05" |
| 2                   | Fränk Schleck     | Team CSC Saxo Bank | z.t.  |
| 3                   | Fabian Cancellara | Team CSC Saxo Bank | z.t.  |

### 2e etappe
Zoals zo vaak was er ook deze rit een vluchtgroep weg. Andoni Lafuente van Euskaltel-Euskadi had zich gericht op het sprintklassement. Bij alle sprints werd hij eerste. Aan de vergaarde bonificatiesecondes had hij echter niet veel, want ze werden ingelopen en Lafuente werd (met nog enkele anderen) op achterstand gereden. In de massasprint was uiteindelijk de Australiër Allan Davis Murilo Fischer en Mirco Lorenzetto de baas. Als troost kreeg Fischer wel de leiderstrui. Beste Belg was kampioen Jürgen Roelandts op de zesde plek. Beste Nederlander was Steven de Jongh. Hij werd negentiende.
| Płock - Olsztyn (231 km) |                  |           |          |
| Plaats                   | Naam             | Ploeg     | Tijd     |
| Winnaar                  | Allan Davis      | QuickStep | 6u10'53" |
| 2                        | Murilo Fischer   | Liquigas  | z.t.     |
| 3                        | Mirco Lorenzetto | Lampre    | z.t.     |

| Algemeen klassement |                |                    |          |
| Plaats              | Naam           | Ploeg              | Tijd     |
| Gele trui           | Murilo Fischer | Liquigas           | 6u14'55" |
| 2                   | Allan Davis    | QuickStep          | z.t.     |
| 3                   | Lars Bak       | Team CSC Saxo Bank | + 3"     |

### 3e etappe
Onder de vluchters die het vandaag probeerden waren twee Polen, Sylwester Szmyd en Marcin Sapa. De ander die mee was, was Aitor Hernández van Euskaltel-Euskadi. Sapa was het actiefst in de tussensprints, hij pakte maar liefst 8 punten en evenzoveel bonificatiesecondes. Helaas had zijn ploeg het niet goed gedaan in de ploegentijdrit, waardoor hij vrijwel niets aan de secondes had. Hernandez stond hoger geklasseerd; hij pakte 7 punten en dus ook 7 bonificatiesecondes.
Ondanks de pogingen voorop te blijven werd het toch een massasprint, die deze kaar werd gewonnen door Angelo Furlan van Crédit Agricole. Allan Davis werd derde en kreeg de gele trui omgehangen. Hij is de nieuwe leider. Ondanks de bonificaties komt Hernandez niet verder dan de 21e plaats, nog altijd voor de eerste Nederlander (Pieter Weening, 24e) en de eerste Belg (Wilfried Cretskens, 33e)
| Mikołajki - Białystok (185 km) |                    |                     |          |
| Plaats                         | Naam               | Ploeg               | Tijd     |
| Winnaar                        | Angelo Furlan      | Crédit Agricole     | 4u26'56" |
| 2                              | Luciano Pagliarini | Scott-American Beef | z.t.     |
| 3                              | Allan Davis        | QuickStep           | z.t.     |

| Algemeen klassement |                |                    |           |
| Plaats              | Naam           | Ploeg              | Tijd      |
| Gele trui           | Allan Davis    | QuickStep          | 10u41'47" |
| 2                   | Murilo Fischer | Liquigas           | + 4"      |
| 3                   | Lars Bak       | Team CSC Saxo Bank | + 7"      |

### 4e etappe
De vierde etappe was een rit van 244 kilometer lang tussen Bielsk Podlaski en Lublin, op 17 september 2008.
Het verloop van de vierde etappe ging zoals alle andere, de vluchter van vandaag was Raul Alarcón Garcia (Scott-American Beef) en het peloton deed het rustig aan. Het was echter heel slecht weer en de etappe was al ingekort met 40 kilometer. Toen de renners aankwamen in Lublin, waar nog 3 lokale rondes gereden moesten worden vonden ze het al te gevaarlijk worden en wilden ze stoppen. Alarcón werd ingelicht door klassementsleider Allan Davis en met nog een ronde te gaan zetten de renners voet aan de grond en weigerden verder te rijden op het gevaarlijke, gladde parcours in de stromende regen. In overleg met de organisatie werd besloten om de etappe te annuleren en alle standen te handhaven zoals die waren na de derde etappe. Alarcón werd tegemoetgekomen door de organisatie; zijn vergaarde bonificatiesecondes en punten voor het sprint- en bergklassement vervielen natuurlijk, maar hij kreeg in ruil daarvoor een andere bonus.

### 5e etappe
In deze 240 kilometer lange rit naar Rzeszów waren er 5 renners die het hazenpad kozen: de Fransen Perrig Quéméneur (Bouygues Télécom) en Denis Flahaut (Scott-American Beef), de Italiaan Marco Bandiera (Lampre), de Moldaviër Alexandru Pliușchin (AG2R-La Mondiale) en thuisrijder Marcin Sapa (Polska BGZ), die al eerder actief was in een ontsnapping deze ronde. Marco Bandiera had het duidelijk gemunt op de bergtrui. Op allebei de klimmetjes van tweede categorie (5 punten) kwam hij als eerste boven. Sapa pakte ook zoveel punten, dat hij aan het eind van de etappe er ook 10 had. Bandiera was echter vaker als eerste boven op een berg van tweede categorie, dus kreeg de Italiaan de trui. Gelukkig voor Sapa kon hij zich na afloop wél door de rondemissen laten kussen als leider in het sprintklassement. Helaas voor de vijf werden ze ingelopen en alles wees erop dat het die dag weer een massasprint zou worden. Toch wisten 12 renners (bijna allen sprinters) aan de aandacht van het peloton te ontsnappen en reden een voorsprong bijeen van niet meer dan 12 seconden. Dit was echter genoeg voor de etappezege. In de sprint was het de Belgische kampioen Jürgen Roelandts die onder andere José Joaquín Rojas uit Spanje en de Nederlander Steven de Jongh voorbleef. Omdat leider Allan Davis niet mee was verloor hij zijn trui. Door de bonificaties aan de finish was het Rojas die het geel kreeg omgehangen. Hij verdedigde in de koninginnenrit een voorsprong van 2 seconden op de voormalige gele trui Lars Bak, die ook was meegeglipt en 5 seconden op De Jongh.
| Nałęczów - Rzeszów (244 km) |                    |                  |          |
| Plaats                      | Naam               | Ploeg            | Tijd     |
| Winnaar                     | Jürgen Roelandts   | Silence-Lotto    | 5u18'59" |
| 2                           | José Joaquín Rojas | Caisse d'Epargne | z.t.     |
| 3                           | Steven de Jongh    | QuickStep        | z.t.     |

| Algemeen klassement |                    |                    |           |
| Plaats              | Naam               | Ploeg              | Tijd      |
| Gele trui           | José Joaquín Rojas | Caisse d'Epargne   | 16u00'51" |
| 2                   | Lars Bak           | Team CSC Saxo Bank | +2"       |
| 3                   | Steven de Jongh    | QuickStep          | +5"       |

### 6e etappe
Door het slechte weer werd de etappe met 84 kilometer ingekort tot 118 kilometer. Dit betekende dat er maar een tussensprint en slechts drie bergsprints waren in wat de koninginnenrit van deze Ronde van Polen was. Er waren weinig renners die iets voelden voor een ontsnapping met het slechte weer. Bij de tussensprint was het dan ook Marcin Sapa die uit het peloton wegsprong om zijn voorsprong in het sprintklassement te vergroten. Pas aan de voet van de eerste berg, op 40 kilometer van de finish, werd het spannend. Onder andere Jens Voigt en Tony Martin sprongen weg. Martin pakte de meeste bergpunten (voor Markel Irizar en Voigt). Bij de tweede berg, met nog 20 kilometer te gaan, reden de koplopers nog steeds vooraan. Martin pakte ook hier de punten (dubbele punten, het was het "dak van de ronde"), ditmaal voor Voigt en Marek Rutkiewicz. Met nog 10 kilometer te gaan begonnen de koplopers aan de laatste berg. Voigt vond het nu wel tijd om te gaan en sprong weg. Er was niemand die hem kon volgen. De laatste kilometers legde Voigt solo af en met een voorsprong van 47 seconden op Martin won hij de etappe. Franco Pellizotti en Rutkiewicz (op 1 minuut en 15 seconden) wisten het peloton (op 1'24"), waar Allan Davis de sprint won, nog net voor te blijven. Door deze machtsgreep ontving Voigt ook de gele trui, die hij tot einde van de Ronde vasthield.
| Krynica Zdrój - Zakopane (202 km) |                   |                    |          |
| Plaats                            | Naam              | Ploeg              | Tijd     |
| Winnaar                           | Jens Voigt        | Team CSC Saxo Bank | 3u05'55" |
| 2                                 | Tony Martin       | Team Columbia      | + 47"    |
| 3                                 | Franco Pellizotti | Liquigas           | + 1'15"  |

| Algemeen klassement |                   |                    |           |
| Plaats              | Naam              | Ploeg              | Tijd      |
| Gele trui           | Jens Voigt        | Team CSC Saxo Bank | 19u06'50" |
| 2                   | Lars Bak          | Team CSC Saxo Bank | + 1'22"   |
| 3                   | Franco Pellizotti | Liquigas           | + 1'24"   |

### 7e etappe
Vanwege het slechte weer - het regende de hele dag - werd de etappe ingekort tot 102 kilometer. Hierdoor verviel de tussensprint in Wadowice. Er waren vier renners die het, ondanks het weer, toch probeerden. Deze keer waren dat David Loosli, Marcel Sieberg, Tanel Kangert en thuisrijder Marek Rutkiewicz. Ondanks hun inspanningen bleef het verschil klein. De leiders in het berg- en sprintklassement, respectievelijk Tony Martin en Marcin Sapa hoefden enkel de etappe uit te rijden om zeker te zijn van de trui. Martin startte echter niet, dus de bergkoning was Jens Voigt, die ook al algemeen leider was. Het was dus logisch dat bij de bergen en de tussensprint het er rustig aan toe ging. Hoe dichter de renners Krakau naderden, hoe kleiner het verschil werd en ten slotte werden de vier ingelopen en werd het voor de vijfde maal een massasprint. Hierin toonde Robert Förster dat hij nog altijd over rappe benen beschikt. Alberto Curtolo en Jawhen Hoetarovitsj werden tweede en derde. Voigt kwam keurig in het peloton binnen als 24e en werd de eindwinnaar van de 65e Ronde van Polen.
| \| Rabka Zdrój - Krakau (154 102 km) \| \| \| \| \| Plaats \| Naam \| Ploeg \| Tijd \| \| \| Robert Förster \| Gerolsteiner \| 2u06'28" \| \| 2 \| Alberto Curtolo \| Liquigas \| z.t. \| \| 3 \| Jawhen Hoetarovitsj \| La Française des Jeux \| z.t. \| |                     |                       |          |
| Rabka Zdrój - Krakau (154 102 km) |                     |                       |          |
| Plaats | Naam                | Ploeg                 | Tijd     |
| Winnaar | Robert Förster      | Gerolsteiner          | 2u06'28" |
| 2 | Alberto Curtolo     | Liquigas              | z.t.     |
| 3 | Jawhen Hoetarovitsj | La Française des Jeux | z.t.     |

## Klassementsleiders
| Etappe (winnaar)       | Algemeen           | Punten            | Berg               | Sprint          | Ploegen       |
| 1 ( CSC-Saxo Bank )    | Lars Bak           | Franco Pellizotti | José Joaquín Rojas | Paul Martens    | CSC Saxo Bank |
| 2 ( Allan Davis )      | Murilo Fischer     | Allan Davis       | Łukasz Bodnar      | Andoni Lafuente | CSC Saxo Bank |
| 3 ( Angelo Furlan )    | Allan Davis        | Allan Davis       | Marcin Sapa        | Andoni Lafuente | CSC Saxo Bank |
| 4 ( geannuleerd )      | Allan Davis        | Allan Davis       | Marcin Sapa        | Andoni Lafuente | CSC Saxo Bank |
| 5 ( Jürgen Roelandts ) | José Joaquín Rojas | Allan Davis       | Marco Bandiera     | Marcin Sapa     | CSC Saxo Bank |
| 6 ( Jens Voigt )       | Jens Voigt         | Allan Davis       | Tony Martin        | Marcin Sapa     | CSC Saxo Bank |
| 7 ( Robert Förster )   | Jens Voigt         | Allan Davis       | Jens Voigt         | Marcin Sapa     | CSC Saxo Bank |

## Eindklassementen
| Plaats    | Naam              | Ploeg              | Tijd      |
| --------- | ----------------- | ------------------ | --------- |
| Gele trui | Jens Voigt        | Team CSC Saxo Bank | 21u13'18" |
| 2         | Lars Bak          | Team CSC Saxo Bank | +01' 22"  |
| 3         | Franco Pellizotti | Liquigas           | +01' 24"  |
| 4         | Allan Davis       | QuickStep          | +01' 27"  |
| 5         | Francesco Gavazzi | Lampre             | +01' 28"  |
| 6         | Grégory Rast      | Astana             | +01' 33"  |
| 7         | Mirco Lorenzetto  | Lampre             | +01' 36"  |
| 8         | David Loosli      | Lampre             | +01' 37"  |
| 9         | Kjell Carlström   | Liquigas           | z.t.      |
| 10        | Marek Rutkiewicz  | Polska BGZ         | z.t.      |
|           |                   |                    |           |
| 13        | Pieter Weening    | Rabobank           | +01' 40"  |
| 27        | Francis De Greef  | Silence-Lotto      | +02' 42"  |

| Plaats      | Naam                | Ploeg                 | Punten |
| ----------- | ------------------- | --------------------- | ------ |
| Blauwe trui | Allan Davis         | QuickStep             | 62     |
| 2           | Jürgen Roelandts    | Silence-Lotto         | 61     |
| 3           | Jawhen Hoetarovitsj | La Française des Jeux | 58     |
| 4           | Mirco Lorenzetto    | Lampre                | 51     |
| 5           | Peter Wrolich       | Team Gerolsteiner     | 48     |

| Plaats     | Naam             | Ploeg              | Punten |
| ---------- | ---------------- | ------------------ | ------ |
| Witte trui | Jens Voigt       | Team CSC Saxo Bank | 29     |
| 2          | Marek Rutkiewicz | Polska BGZ         | 18     |
| 3          | Markel Irizar    | Euskaltel-Euskadi  | 11     |
| 4          | Marco Bandiera   | Lampre             | 10     |
| 5          | Marcin Sapa      | Polska BGZ         | 10     |

| Plaats    | Naam            | Ploeg             | Punten |
| --------- | --------------- | ----------------- | ------ |
| Rode trui | Marcin Sapa     | Polska BGZ        | 18     |
| 2         | Andoni Lafuente | Euskaltel-Euskadi | 9      |
| 3         | Łukasz Bodnar   | Polska BGZ        | 6      |
| 4         | Marco Bandiera  | Lampre            | 4      |
| 5         | Roberto Longo   | Lampre            | 4      |

| Plaats | Ploeg              | Tijd      |
| ------ | ------------------ | --------- |
|        | Team CSC Saxo Bank | 63u43'35" |
| 2      | Liquigas           | +00' 49"  |
| 3      | Caisse d'Epargne   | +00' 53"  |
| 4      | Lampre             | +01' 07"  |
| 5      | Astana             | +02' 10"  |